# Pycnogonida
Los picnogónidos (Pycnogonida, del griego pykno 'denso', 'espeso', 'frecuente', góny 'rodilla' e ides 'miembro de un grupo') son animales marinos que constituyen una clase dentro del subfilo de los quelicerados (Chelicerata) del filo artrópodos. La clase incluye los pantópodos (Pantopoda), el único orden viviente, además de otros grupos extintos. Los picnogónidos aparecen por primera vez en el Cámbrico Superior. Han sido diversamente interpretados como arácnidos muy diferenciados o como un grupo totalmente aparte, incluso de los quelicerados. Los picnogónidos suelen llamarse arañas de mar por su aspecto que recuerda al de una araña, y porque suelen tener ocho patas locomotoras. 

## Anatomía

### Tamaño y forma
Los picnogónidos son animales inconspicuos, miméticos con su entorno, que es el fondo marino. Las formas del bentos costero son de tamaño generalmente muy pequeño (desde pocos milímetros hasta 2,5 cm), pero las especies abisales suelen ser muy grandes, llegando a medir hasta 50 cm entre los extremos de sus largas patas. Las pequeñas formas costeras son muy comunes, pero raramente observadas por su mimetismo con el entorno, que facilitan tanto su anatomía como su coloración.
Su forma es muy similar a la de las arañas, con un cuerpo muy pequeño con dos regiones como mínimo, prosoma y opistosoma. Todos tienen una probóscide suctora con apertura al final, siendo su musculatura de succión. En la probóscide se fabrican sedas para filtrar el alimento.
Las patas son largas y esbeltas, pero a menudo tan gruesas como el delgado y breve cuerpo, lo que confiere al animal un aspecto muy peculiar.

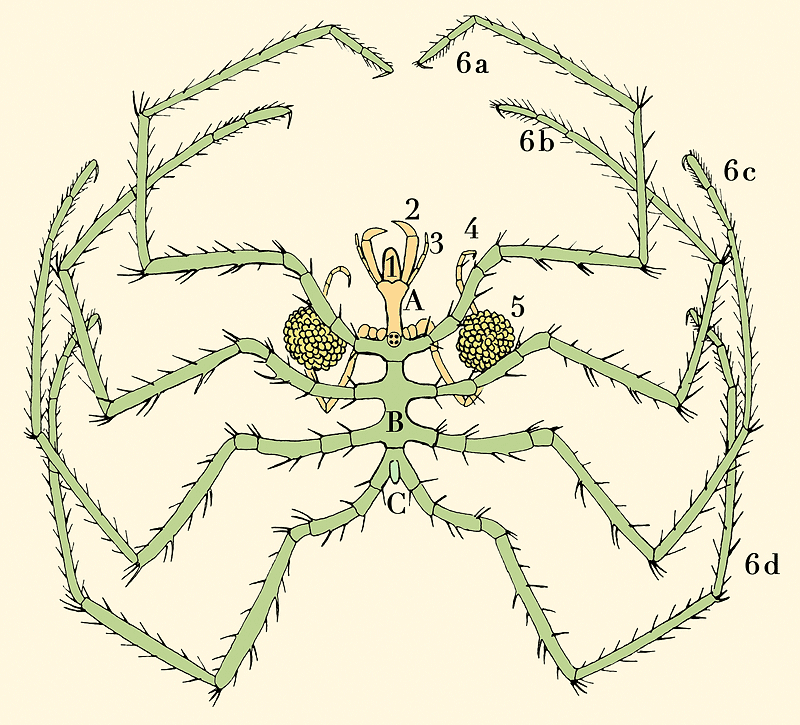
Anatomía externa del macho de Nymphon rubrum según Sars (1895).
A. Céfalon. B. Tronco. C. Abdomen. 1. Probóscide. 2. Quelíforos. 3. Pedipalpos. 4. Ovígeros. 5. Bolsas de huevos. 6. Patas locomotoras. (Los colores son un artificio para la distinción de las regiones.)

### Cutícula
La cutícula es delgada y sin mineralizar, decorada con relieves y poblada de setas (pequeños pelos erectos) de función principalmente sensorial (táctil), según es regla general en los artrópodos. Aparece perforada por un gran número de canales, por los que se vierte el producto de glándulas diversas.

### Prosoma
El prosoma presenta en primer lugar la probóscide o trompa, que porta la boca en su extremo anterior. La probóscide es empleada para succionar líquidos de sus presas. Al final del céfalon aparecen, en un pequeño tubérculo, sus cuatro ojos, diversamente desarrollados.
El prosoma lleva además tres pares de apéndices; los quelíceros (o quelíforos, si se demuestra que no son homólogos de los de los arácnidos), los palpos y los ovígeros. Estos últimos están más desarrollados en los machos, que los usan para portar primero los huevos y luego a las crías; en las hembras pueden faltar por completo. Algunos artejos (piezas) de los ovígeros pueden llevar espinas que facilitan su función manipuladora.

### Opistosoma
Los segmentos del tronco llevan grandes tubérculos laterales que pueden confundirse con coxas (primeros segmentos) de los apéndices marchadores. La mayoría de los picnogónidos presentan cuatro pares de apéndices marchadores, pero algunos tienen cinco o seis, y esta diferencia carece de valor sistemático (puede darse en especies próximas). El predominio de las «patas» justifica el nombre «pantópodos» (animales que son «todo patas»). El abdomen parece un pequeño promontorio, sin divisiones visibles ni apéndices.

### Anatomía interna
La anatomía interna está muy condicionada por esta arquitectura corporal, con órganos que, como el tubo digestivo o las gónadas, se ramifican hacia el interior de las patas.
Cada músculo está formado por una sola gran célula muscular recubierta de tejido conjuntivo. También presentan una estructura peculiar en la organización de sus miofibrillas.

## Biología y ecología
Los sexos son separados, con una única excepción. Los machos practican un cortejo, tras el cual las hembras liberan los huevos, que son fecundados en el agua por el esperma del macho. Las hembras reúnen los huevos con sus propios ovígeros hasta que termina el proceso,  momento en que el macho los toma uno a uno o en bloque, para transportarlos con él durante una parte más o menos extensa de su desarrollo.
El desarrollo es normalmente indirecto (es decir, con metamorfosis), con una larva llamada protoninfa (protonymphon), de vida libre y dotada de solo tres pares de patas. Algunas completan su desarrollo enquistándose en el cuerpo de un coral. En algunos casos los huevos llevan el vitelo suficiente para que la larva se desarrolle por completo mientras es portada por su padre.
Son depredadores o saprófagos (comedores de residuos) que usan su probóscide para picar a animales a los que sorben sus jugos, muy al estilo de los arácnidos. Se alimentan sobre todo de animales bentónicos (del fondo) y sésiles (fijos al sustrato), como las anémonas de mar.
Las arañas de mar son en su mayoría carnívoras depredadores o carroñeros que se alimentan de cnidarios, esponjas, poliquetos y briozoos. Aunque pueden alimentarse introduciendo su probóscide en anémonas de mar, que son mucho más grandes, la mayoría de las anémonas sobreviven a esta prueba, lo que convierte a la araña de mar en un parásito más que en un depredador de anémonas.
Se mueven por el fondo lentamente con sus patas. Existen a todas las profundidades, con formas abisales, hasta 6000 m bajo el nivel del mar, y otras que habitan los fondos costeros, incluida la zona intermareal. 
Tradicionalmente se han clasificado en ocho o nueve familias, con 86 géneros y unas 1000 especies.

## Distribución geográfica

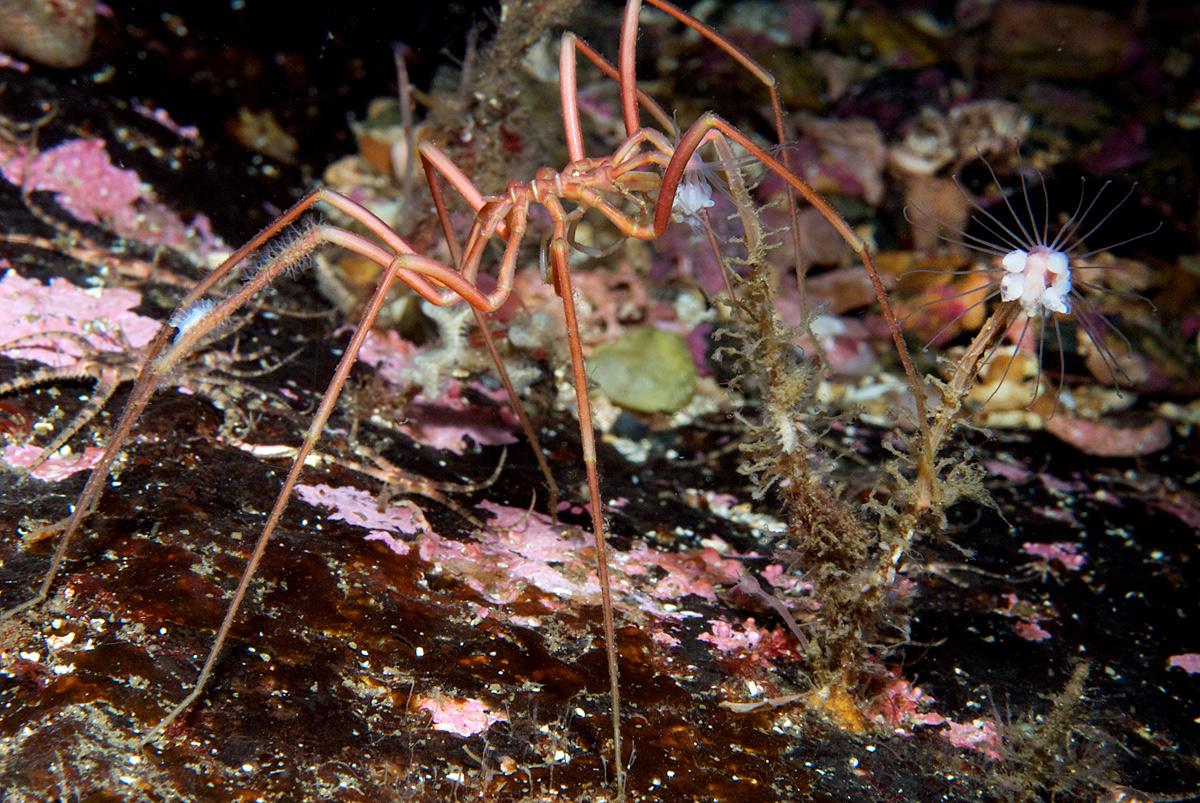
Nymphon leptocheles pastando en un hidroide.

Estos animales viven en muchas partes del mundo, desde Australia, Nueva Zelanda y la costa del Pacífico de Estados Unidos, hasta el mar Mediterráneo y el mar Caribe, pasando por los polos norte y sur. Son más comunes en aguas poco profundas, pero pueden encontrarse a profundidades de hasta 7000 metros (7655,3 yd), y viven tanto en hábitats marinos como estuarinos. Los picnogónidos se camuflan bien bajo las rocas y entre las algas que se encuentran a lo largo de las costas.
Las arañas de mar caminan por el fondo con sus patas en forma de zancos o nadan justo por encima de él con un movimiento pulsante de paraguas.

## Filogenia
Según la clasificación tradicional y molecular las arañas marinas pertenecen a Chelicerata, junto con los cangrejos herradura, y los arácnidos como las arañas, los escorpiones, ácaros, garrapatas, solifugos, entre otros.
Una hipótesis en competencia propuso que las arañas marinas pertenecen a su propio linaje en los artrópodos, distinto de los quelicerados, crustáceos, miriápodos o insectos. Esta hipótesis llamada Cormogonida sostenía que los queliforos de la araña marina, que son únicos entre los artrópodos existentes, no son posicionalmente homólogos a los quelíceros de Chelicerata, como se suponía anteriormente. En lugar de desarrollarse a partir del deutocerebro como los quelíceros, se pensaba que los queliforos de la araña marina estaban inervados por el protocerebro, la parte anterior del cerebro de los artrópodos y se encontraban en el primer segmento de la cabeza que en todos los demás artrópodos da lugar a los ojos y el labrum. Esta condición de tener apéndices protocerebrales no se encuentra en ningún otro lugar entre los artrópodos, excepto en formas fósiles como Anomalocaris, lo que se tomó como evidencia de que Pycnogonida puede ser un grupo hermano de todos los demás artrópodos vivos, habiendo evolucionado estos últimos a partir de algún ancestro que había perdido la apéndices protocerebrales. Si este resultado se hubiera confirmado, habría significado que las arañas marinas son los últimos miembros supervivientes (y altamente modificados) de un antiguo grupo de artrópodos que vivieron en los océanos del Cámbrico. Sin embargo, un estudio posterior que utilizó patrones de expresión de los genes Hox demostró la homología de desarrollo entre queliceros y queliforos, con queliforos inervados por un deuterocerebro que ha sido rotado hacia adelante; por tanto, el clado protocerebral del Gran Apéndice no incluye a los Pycnogonida.
Por otra parte, los estudios filogenéticos colocan a los Pycnogonida como el grupo hermano de los quelicerados restantes (consistente con la supuesta homología de los queliforos a los queliceros). El primer estudio filogenómico de las arañas marinas pudo establecer un árbol columnar para el grupo y demostró que la familia Austrodecidae es el grupo hermano de las familias restantes.

## Registro fósil

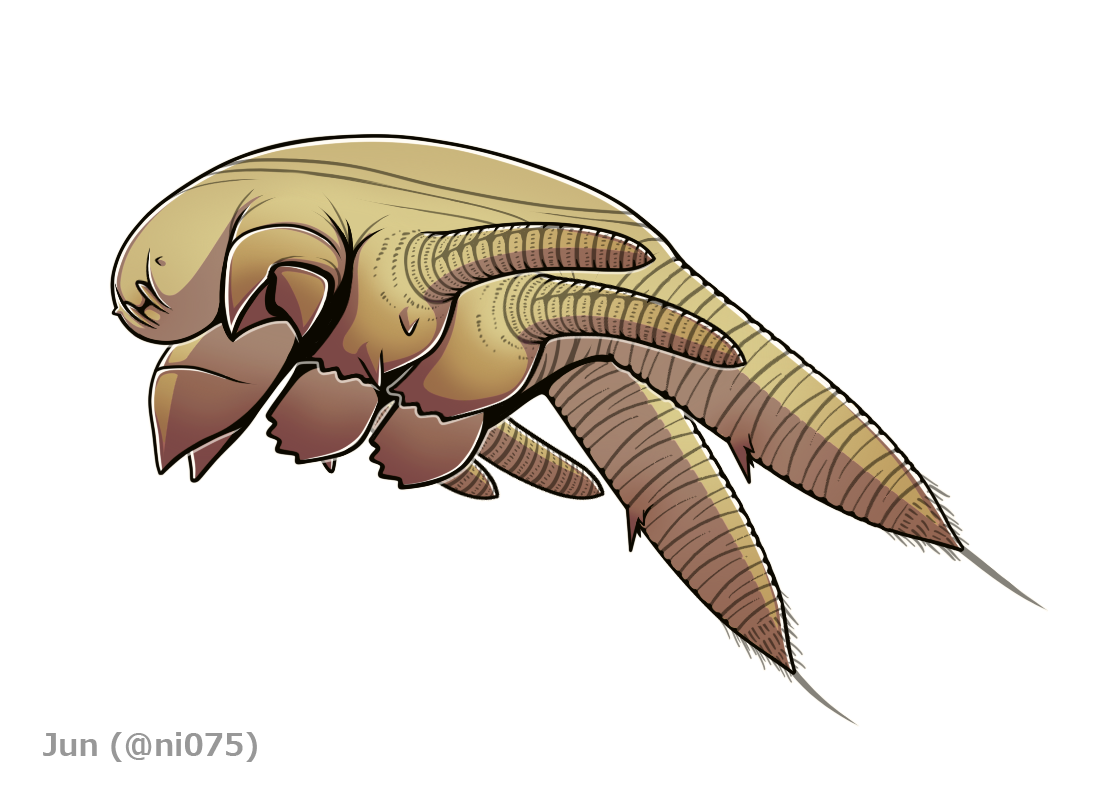
Reconstrucción de la larva Cambropycnogon klausmuelleri, el picnogónido más antiguo conocido, del Cámbrico 'Orsten' de Suecia.

El registro fósil de los picnogónidos es escaso. Los primeros fósiles se conocen del Cámbrico 'Orsten' de Suecia (Cambropycnogon), aunque algunos investigadores han argumentado que esta supuesta larva de araña marina no es un picnogónido en absoluto. Los fósiles inequívocos de cuerpos de arañas marinas incluyen la Formación Silúrica Coalbrookdale de Inglaterra (Haliestes) y la Pizarra Devónica Hunsrück de Alemania (Flagellopantopus, Palaeopantopus, Palaeoisopus, Palaeothea y Pentapantopus). Algunos de estos especímenes son significativos porque poseen un "tronco" más largo detrás del abdomen y en dos fósiles el cuerpo termina en una cola, algo nunca visto en las arañas marinas actuales.
En 2013, se informó del primer picnogónido fósil encontrado dentro de un depósito del Ordovícico (Palaeomarachne) en William Lake en Manitoba.
En 2007, se expusieron fósiles notablemente bien conservados en yacimientos de fósiles en La Voulte-sur-Rhône, al sur de Lyon, en el sureste de Francia. Investigadores de la Universidad de Lyon descubrieron alrededor de 70 fósiles de tres especies distintas en La Voulte Lagerstätte del Jurásico, de 160 millones de años de antigüedad. El hallazgo ayudará a llenar un enorme vacío en la historia de estas criaturas.